# Nelumbonaceae
Nelumbonaceae is de botanische naam voor een familie van tweezaadlobbige planten. Een familie onder deze naam is de laatste decennia vrij algemeen erkend door systemen van plantentaxonomie, waaronder het APG-systeem (1998) en het APG II-systeem (2003).
Het gaat om een heel kleine familie, van waarschijnlijk twee soorten, waarvan de heilige lotus (Nelumbo nucifera) de bekendste is.
Het Cronquist-systeem (1981) deelt de familie in bij de orde Nymphaeales (een dramatisch andere plaatsing).

## Geslachten
- Nelumbo Adans.